# Народная религия

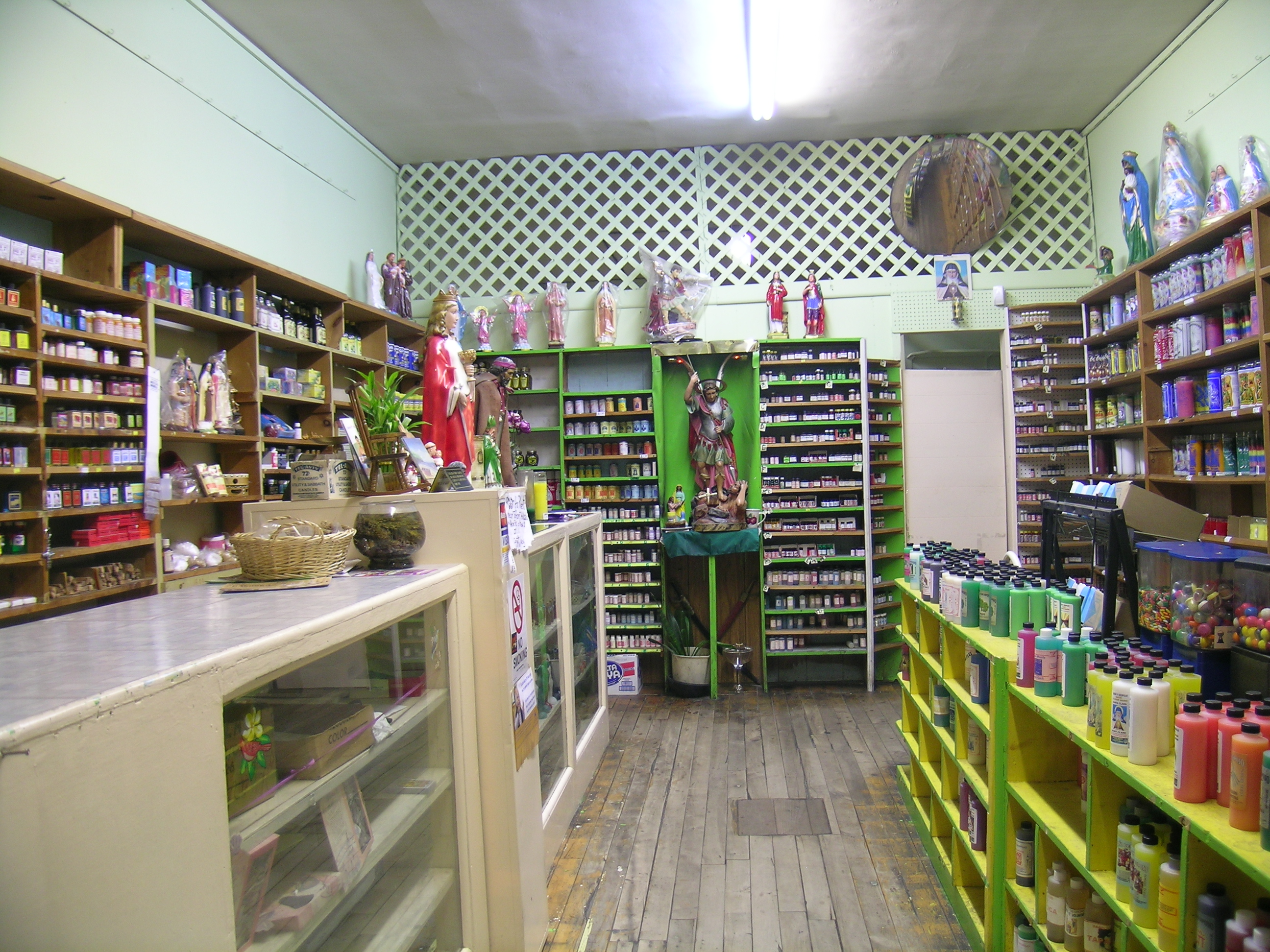
Розничные магазины botánica, как вот этот, расположенный в Джамайка-Плэйн (штат Массачусетс), наряду с товарами народной медицины продают и религиозные — амулеты, статуэтки святых и свечи, украшенные изображениями молящихся людей, и т. д.

Наро́дная рели́гия (англ. Folk religion, англ. popular religion; «коренная (местная) религия» англ. vernacular religion) — понятие используемое в религиоведении, социологии религии и фольклористике для обозначения различных форм и проявлений религии, которые отличаются от официальных доктрин и практик институциональных (организованных) религий. До сих пор определение народной религии является предметом дискуссии среди учёных. Иногда «народная религия» обозначается как «народная вера» (англ. popular belief, англ. folk belief), как нечто состоящее из этнических и региональных религиозных обычаев под оболочкой религии, но вне официальной доктрины и практики. В социологии народная религия часто противопоставляется элитарной религии.
Понятие «народная религия» обычно охватывает два взаимосвязанных, но отдельных предмета. Первый — это религиозное измерение народной культуры или фольклорно-культурные грани религии. Второй — изучение синкретизма между двумя культурами находящимися на разных ступенях формального выражения, как причудливая смесь из африканских народных верований и римского католичества из которой возникли вуду и сантерия, так и прочие подобные смешения формальных религий с народными культурами.
Китайская народная религия, народное христианство, народный ислам, народный индуизм — примеры народной религии, связанной с основными религиями. Понятие также используется, особенно духовенством, для описания устремлений тех людей, кто редко посещает религиозные службы, не исповедует официально установленный символ веры, не является членом какой-то церкви и какого-то похожего религиозного сообщества, и обращается только для совершения отдельных обрядных действий (крещение, венчание, отпевание и т. п.). При этом хотя народная религия и признаётся религиозными лидерами ошибочной, тем не менее во многих случаях имеет место терпимое отношение к ней.

## Определение
Религиовед и теолог Джон Боукер в Оксфордском кратком словаре мировых религий определял народную религию как ту, что «встречается в небольших местных сообществах, которые не придерживаются норм больших систем», или как «присвоение религиозных верований и практик на общедоступном уровне».
Дон Йодер утверждал, что существует пять различных способов определения народной религии. Первый коренится в структуре культурной эволюции, которая рассматривает народную религию, как совокупность пережитков более старых форм религии и культуры. При таком подходе народная религия в католической средневековой Европе будет рассматриваться как пережиток дохристианских верований, а уже в протестантской Европе как пережиток средневекового католичества. Второе определение заключает в том, что народная религия воспринимается как некая смесь официальной религии с формами этнической религии. Данное объяснение применялось для понимания природы народной религии и её места в синкретических системах верований населения обеих Америк, где христианство смешалось с религиозными традициями коренных американцев и негров. Третье определение часто используется в фольклористике, которая усматривает в народной религии «взаимодействие веры, ритуала, обычая и мифологии в традиционных обществах», что в целом укладывалось в такое неоднозначное явление, как суеверие. Четвёртый способ заключает в том, что народная религия представляет собой «народное истолкование и переживание религии». Однако отметив, что это определение не будет включать в себя убеждения, которые в значительной степени не связаны с институциональной религией (например, в колдовстве), он, исходя из этого, внёс поправку в определение, включив в него понятие «народная религиозность» (англ. folk religiosity), тем самым обозначив народную религию, как «отложение в культуре народной религиозности, всё многообразие народных отношений к религии». В заключительном пятом определении, представляющем собой «прикладное рабочее определение», которое вобрало в себя предыдущие четыре, под народной религией понимается «совокупность всех тех взглядов и религиозных практик, которые существуют среди людей наряду и вблизи с строго богословскими и литургическими формами официальной религии».
Йодер считает, что народная религия существует в «сложном обществе по отношению к институциональной религии (-ям) этого самого общества. В её относительной пластичности заключается отличие от институциональной религии».
В свою очередь социолог религии Маттиас Зик Варул определяет народную религию, как «относительно не выраженную грань общественных практик и верований, которые направлены на или производят нечто выходящее за рамки непосредственного „здесь и сейчас“: повседневной трансцендентности».

## Историческое развитие понятия
В Европе исследование «народной религии» вышло из изучения «религиозного фольклора» (нем. religiöse Volkskunde), то есть «религиозное измерение народной культуры или фольклорно-культурное измерение религии». Это понятие впервые использовал в 1901 году в статье «Религиозный фольклор, задача практической теологии» (нем. Religiöse Volkskunde, eine Aufgabe der praktischen Theologie) немецкий лютеранский теолог Пауль Древс. Эта статья предназначалась для чтения молодыми лютеранскими проповедниками, которые выпускались из семинарии, чтобы познакомить их с народными вариантами лютеранства, с которыми они столкнулись бы в своих общинах, где заметно было отличие от официального, доктринального лютеранства, к которому они привыкли. Несмотря на своё религиозное содержание, это понятие было принято в научной среде фольклористов. В 1920-е и 1930-е годы теоретические исследования по религиозному фольклору проводили Йозеф Вейгерт, Вернер Ботет и Макс Румпф, сосредоточив своё внимание на религиозности немецких крестьянских общин. В последующие десятилетия Георг Шрайбер создал в Мюнхене Институт по изучению религиозного фольклора, а подобное учреждение в Зальцбурге основал Ханнс Корен. Другими известными учёными, участвовавшими в изучении этого феномена, были Генрих Шауэрте и Рудольф Крисс, последний из которых собрал одну из крупнейших коллекций народно-религиозного искусства и материальной культуры в Европе, позже разместившуюся в Баварском национальном музее. На протяжении XX столетия в Европе проводилось много исследований по народной религии, где особое внимание уделялось таким темам, как паломничество и использование святилищ.
На американском континенте изучение народной религии развивалось в среде культурных антропологов, изучающих синкретические культуры стран Карибского бассейна и Латинской Америки. Первопроходцем в этой области был американский антрополог и этнолингвист Роберт Рэдфилд. В своей монографии «Тепостлан: мексиканская деревня» (вышедшей в 1930 году) он противопоставлял отношения между «народной религией» и «официальной религией» в крестьянской общине. Йодер позже отметил, что, хотя наиболее раннее известное употребление на английском языке понятия «народная религия» осталось неизвестным, но оно, вероятно, развивалось как перевод немецкого словосочетания Volksreligion. Одно из первых упоминаний этого понятия встречается в названии работы 1939 года реформистского раввина Джошуа Трахтенберга «Еврейская магия и суеверие: изучение народной религии». Это понятие также получило широкое распространение в научной среде сравнительного религиоведения, что нашло своё отражение в названиях монографий — «Народная религия в Японии» Итиро Хори, «Греческая народная религия» Мартина Нильссона и «Антропология народной религии» Чарльза Миллера Лесли. Курсы по изучению народной религии стали преподаваться в различных университетах США, такими учёными, как Джон Мессенджер в Индианском университете и Дон Йодер в Пенсильванском университете. В 1974 году Йодер отмечал, что хотя тематика народной религии является предметом изучения учёных, работающих как в фольклористике, так и в религиоведении, научное сообщество в США в дальнейшем продолжало её не принимать во внимание, вместо этого сосредоточившись на теологических исследованиях и изучении институциональной религии; он сравнивал это с Европой, где историки религии, напротив, посвятили много времени изучению народной религиозности. Он с грустью отмечал, что многие фольклористы США также пренебрегают темой религии, потому что она не вписывается в привычную жанровую систему каталогизации фольклора.

## Критика использования понятия
Понятие «народная религия» стало все более отвергаться в 1990-х и 2000-х годах учёными, стремящимися к более точной терминологии.
Йодер указывает, что одна из трудностей в использованием понятия «народная религия» заключается в том, что оно не вписывается в работу тех учёных, которые использовали понятие «религия» в отношении исключительно институциональной религии. Он приводит в качестве примера мнение известного французского социолога религии Эмиля Дюркгейма, настаивавшего на том, что понятие «религия» использовалось для того, чтобы противопоставить его «магии». Йодер отмечает, что учёные занимающиеся данной тематикой, обычно предпочитают понятию «народная религия» (англ. folk religion) — «народное верование» (англ. folk belief).
Вторым затруднением, возникающим в употреблении понятия «народная религия», является то, что некоторые учёные, особенно работающие в области социологии религии, используют его в качестве синонима понятия «этническая религия» (также известной как национальная религия, племенная религия), означающего религию, тесно связанную с определённой этнической или национальной группой, которая, таким образом, противопоставляется «всеобщей религии», которая пересекает этнические и национальные границы. Среди тех учёных, кто придерживается такого видения, был Е. Уилбур Бок.
Американский фольклорист Леонард Норман Примано утверждал, что использование учёными понятия «народной религии», а также связанные с ним «популярная религия» и «неофициальная религия» «крайне вредно» по отношению к тем формам религиозности, которые они изучают, поскольку, по его мнению, это означает, что они являются «остаточными, [и] убогими». Он утверждал, что использование такой терминологии подразумевает наличие «чистого элемента» для религии, «который каким-то образом претерпевает изменения и даже загрязняется под своим воздействием на человеческие сообщества». Примано предлагает использовать как более уместный термин «коренная (местная) религия» (англ. vernacular religion). Примино отмечает, что это, «исходя из определения, — религия, которая как таковая жива: люди встречаются, понимают, объясняют и практикуют её. Поскольку религия по своей сути включает в себя объяснение, невозможно, чтобы религия отдельно взятого человека не была коренной».
В свою очередь, американский религиовед Джеймс Александр Капало́ считает такой подход «ошибочным», утверждая, что переход от понятия «народная религия» к «коренная (местная) религия» приводит к тому, что учёный занимается «выборкой разнородных вещей в мире». Он указывает на то, что оба понятия имеют «идеологическую и смысловую нагрузку(и)» и призывает всех учёных обратить внимание на ассоциации, которые возникают от каждого из понятий.

## Китайская народная религия
Китайская народная религия (шенизм) — понятие, используемое для описания совокупности этнорелигиозных традиций, которые исторически представляли собой преобладающую систему верований в Китае и среди ханьских этнических групп вплоть до нашего времени. Шенизм основан на китайской мифологии и включает в себя поклонение шенами (дух, божество, осознанность, сознание), которые могут быть Тай-цзу, божествами природы, городскими, клановыми, племенными или национальными божествами, культурными героями, полубогами, драконами и умершими пращурами.
Китайская народная религия иногда подразделяется на даосизм, поскольку на протяжении столетий институциональный даосизм пытался ассимилировать или управлять местными религиями. Точнее можно сказать, что даосизм представляет собой ветвь шенизма, поскольку он возник из народной религии и китайской философии. Китайская народная религия иногда рассматривается как составная часть китайской традиционной религии, но чаще обе считаются синонимами.
Охватывая 454 млн последователей, или около 6,6 % мирового населения, китайская народная религия является одной из основных религиозных традиций в мире. В Китае более 30 % населения придерживается шенизма или даосизма.
Несмотря на то, что в течение последних двух столетий от Тайпинского восстания до Культурной революции шенизм сильно притеснялся, в настоящее время он переживает возрождение как в материковом Китае, так и на Тайване. Правительство Китая поддерживает культ Мацзу на юге Китая (официально около 160 миллионов китайцев составляют мацзуисты), культ «Жёлтого императора», культ чёрного дракона в Шэньси, культ божества богатства Цай-шэня.

## Народное христианство
Народное христианство по-разному определяется учёными. Так, в одном случае речь идёт о «христианстве, которое исповедует завоёванный народ», в другом о «преодолении разделения верований на православных и не православных», также о практикуемом в некоторых географических группах христианстве, поражённом суевериями, и, наконец, о христианстве, определяемом «в культурных терминах без ссылок на богословие и историю».

## Народный ислам
Народный ислам является обобщающим понятием, используемым для описания тех его форм, которые содержат в себе народные верования и обычаи. Учёные (например Эрнест Андре Геллнер) определяют народный ислам как ислам «городской бедноты, селян и племён», который противопоставляется ортодоксальному «высокому исламу». Суфизм и суфии также часто включаются в народный ислам.
К верованиям и практикам народного ислама относят:
- вера в традиционные магические системы и экстатические ритуалы[36][37];
- использование святынь и амулетов[38];
- почитание святых[39];
- включение анимистических верований[40].

## Народный индуизм
Индуистские эпосы и пураны внесли свой вклад в создание народного индуизма. Народный индуизм также включает в себя коренную дравидийскую религию, батуизм и т. д. Однако и сегодня народный индуизм (англ. folk Hinduism, Indian folk religion, popular Hinduism) всё же можно отличить от «высоких» форм индийской философии, мистицизма или аскезы.

## Народный иудаизм
Определение понятия «народный иудаизм» восходит к одной из первых крупных научных работ по этой теме — «Еврейская магия и суеверие: изучение народной религии» реформисткого раввина Джошуа Трахтенберга, вышедшей в 1939 году. В предисловии к ней Трахтенберг определил народный иудаизм как совокупность идей и практик (вера в ангелов и демонов, магия), которые хотя и пользуются широкой популярностью в иудейской религиозной среде, тем не менее не встречают одобрения у религиозных лидеров.
В более поздних исследованиях подчёркивалось значение влияния разрушения Иерусалимского храма для многих еврейских народных обычаев, связанных с трауром, и в частности с верой в хиббут ха-кевер (пытку в могиле) или дин ха-кевер (суд могилы) — убеждением, что после погребения в могиле в течение трёх дней мёртвых подвергают пыткам демоны, пока покойные не вспомнят их имена. Истоки этой идеи лежали в ранней аггаде, а затем были развиты каббалистами.
Признанным специалистом по народному иудаизму является венгерско-американский историк, этнограф, востоковед и антрополог Рафаэль Патай, который применил методы культурной антропологии для исследования данной тематики. В частности, он обратил внимание на важную роль влияния на народный иудаизм женского божественного элемента, который он видит у Ашеры, Шхины, Матрониты и Лилит.
Профессор социологии Университета имени Бен-Гуриона Стивен Шарот отмечал, что еврейская народная религия вкупе с формами народного иудаизма заостряет внимание на магическом или тауматургическом, то есть на том, что может помочь защитить человека от болезней и несчастий. Он подчёркивает, что в то время, как раввинистическая традиция касается иудейского ритуала и галахи, колдуны оказывают людям помощь в повседневной жизни. Шарот приводит в качестве примера, как относительно профессиональный тип магов, феномен польских баалшемов, имевший широкое хождение начиная XVI века, которые в XVIII веке добились большого успеха на волне повального увлечения каббалой в обществе. Баалшемы обещали людям использовать свои познания в именах Бога и ангелов, демонологии, экзорцизме, хиромантии и фитотерапии, чтобы нанести вред врагам и помочь добиться успех в делах брака и рождения детей.
Израильский политолог и гебраист Чарльз Либман писал, что суть народной религии у американских евреев выражается в их тесных социальных связях друг с другом. Это наглядно подтверждалось тем, что препятствующие социальной интеграции религиозные предписания (касающиеся пищи и соблюдения субботы) были отброшены, в то время как такие практики как Седер Песах, обряды перехода, Ямим нораим продолжают оставаться связующим звеном еврейских семей и общин. Изучению ритуалов и верований в современной еврейской народной религии посвящены монографии Либмана «Двойственный американский еврей: политика, религия и семья в жизни американских евреев» (1973) и статья «Американское еврейство: идентичность и принадлежность» (1973).